# Clem Cattini
Clem Cattini, de son nom complet Clemente Anselmo Arturo Cattini (né à Londres le 
28 août 1937) est un batteur de rock 'n' roll britannique d'origine italienne. De la fin des années 1950 aux années 2010, il est resté un des musiciens de studio les plus productifs et les plus demandés de son pays, et a pris part à des centaines d'enregistrements.

## Biographie
Né dans le borough londonien de Hackney, dans le quartier de Stoke Newington, Clem Cattini travaille d'abord durant sa jeunesse dans le restaurant que tiennent ses parents venus d'Italie. Puis il se tourne vers la musique en autodidacte, commence vers 1957 à tenir la batterie derrière des artistes passant au 2i's Coffee Bar à Soho, un des premiers lieux publics londoniens où se fait entendre le rock 'n' roll.
Il entre dans un groupe appelé les Beat Boys et accompagne des pionniers du rock britannique comme Marty Wilde et Billy Fury, puis tient la batterie dans Johnny Kidd & the Pirates avec qui il enregistre Shakin' All Over (1960), premier hit no 1 aux Charts auquel il participe.
Par la suite il devient le batteur attitré du producteur Joe Meek. À ce titre il accompagne des artistes comme John Leyton et Don Charles, et surtout est membre fondateur en 1961 du groupe de rock instrumental The Tornados, avec qui il enregistre l'énorme succès international Telstar (1962).
Après sa période Tornados, il entre en 1965 dans une carrière de musicien de studio, enregistre avec Dusty Springfield, les Kinks, les Herman's Hermits, les Bee Gees, Lulu, Marianne Faithfull, Tom Jones, P. J. Proby, les Hollies, Barry Ryan, Gene Pitney, Donovan, Love Affair, Jeff Beck, Engelbert Humperdinck, Nirvana, The Ivy League, Edison Lighthouse, The Walker Brothers, Marc Bolan, Clodagh Rodgers, Keith West, the Flower Pot Men, Georgie Fame, Roy Harper, Ralph McTell, Joe Cocker, Graham Gouldman et Brian Auger — entre autres.
Il aurait été pressenti un moment pour faire partie de Led Zeppelin, avant que le choix de Jimmy Page se porte sur John Bonham. Il avait d'ailleurs eu l'occasion de travailler avec John Paul Jones, futur bassiste de Led Zeppelin, pour accompagner Donovan en studio lors de l'enregistrement de Hurdy Gurdy Man.  
Dans les années 1970, Clem Cattini officie en studio avec Marvin, Welch & Farrar, Lou Reed, Cliff Richard, Justin Hayward, Phil Everly, Julie Covington, Claire Hamill, Alvin Stardust, Carl Douglas, Christie, Tim Rose, Demis Roussos, John Betjeman, Paul McCartney, Mike Batt, Chris Spedding, Bob Downes, Dave Kelly, Brotherhood of Man, Yellowstone and Voice, Evelyn Thomas etc. Il accompagne aussi bien des formations pop comme les Bay City Rollers que des groupes de rock progressif.
On évalue à au moins 43 le nombre de chansons no 1 en single aux Charts pour lesquelles il a joué de la batterie.
Clem Cattini réactive provisoirement les Tornados dans les années 1980 pour des tournées, et joue en 1989 dans les représentations données à Londres de The Rocky Horror Show.
En 2010 il tient la batterie sur la chanson de Paul Weller No Tears to Cry. En 2016 il enregistre une nouvelle version de Telstar avec un groupe de ska du nord de Londres, The Skammers.